# Kommunalwahlen im Saarland 1984
Die Kommunalwahlen im Saarland am 1984 fanden am 17. Juni 1984 gemeinsam mit der Europawahl in Deutschland 1984 statt. Gewählt wurden die Gemeinde- und Kreisräte.

## Wahlergebnisse
Die Wahl ergab folgende Ergebnisse:
| Wahl              | Wahlberechtigte | Abgegebene Stimmen | Wahlbeteiligung | Gültige Stimmen |
| ----------------- | --------------- | ------------------ | --------------- | --------------- |
| Gemeindewahl 1984 | 837.699         | 659.878            | 78,8 %          | 644.562         |
| Gemeindewahl 1979 | 820.646         | 666.970            | 81,3 %          | 652.431         |
| Kreiswahl 1984    | 841.036         | 660.933            | 78,6 %          | 644.764         |
| Kreiswahl 1979    | 821.566         | 668.254            | 81,3 %          | 654.329         |

Die Stimmen verteilten sich wie folgt auf die Parteien:
| Wahl              | CDU              | SPD              | FDP             | Grüne          | Wählergruppen  | Sonstige      |
| ----------------- | ---------------- | ---------------- | --------------- | -------------- | -------------- | ------------- |
| Gemeindewahl 1984 | 269.550 (41,8 %) | 293.117 (45,5 %) | 29.708 (4,6 %)  | 26.392 (4,1 %) | 22.356 (3,5 %) | ./.           |
| Gemeindewahl 1979 | 292.369 (44,8 %) | 289.901 (44,4 %) | 43.725 (6,7 %)  | ./.            | 19.072 (2,9 %) | 7.364 (1,1 %) |
| Kreiswahl 1984    | 272.324 (42,2 %) | 294.207 (45,6 %) | 27.4821 (4,3 %) | 34.315 (5,3 %) | 11.120 (1,7 %) | 5.316 (0,8 %) |
| Kreiswahl 1979    | 299.436 (45,8 %) | 295.561 (45,2 %) | 42.611 (6,5 %)  | ./.            | 8.409 (1,3 %)  | 8.312 (1,3 %) |